# ジャコビニズム
ジャコビニズム（Jacobinisme）とは、元来、フランス革命でジャコバン党に体現された急進的民主主義のことであるが、一般的にはフランス史においてこのジャコバン党の伝統を受け継ぐ諸傾向をさし、また転じて、フランス革命の衝撃によって当時のイギリス、アメリカ、ドイツなどに台頭した急進的民主主義をも意味する。
ジャコビニズムは、したがって主として小ブルジョワジーの社会的地位の変化にともなって、すでにその革命的性格は失われ、ブルジョワ共和政のわく内における民主主義を代表するにすぎない。